# Mimudea secticostalis
Mimudea secticostalis là một loài bướm đêm trong họ Crambidae.